# ブルートーンズ・コンパニオン
『ブルートーンズ・コンパニオン』(A Bluetones Companion)はイギリスのロックバンド、ブルートーンズのEP。
本国で発売された二枚のシングルをまとめたもので、日本限定発売。このEPがブルートーンズにとって日本デビュー盤となった。「アー・ユー・ブルー・オア・アー・ユー・ブラインド」は、『エクスペクティング・トゥ・フライ』に未収録となったため、後にベスト・アルバムが発表されるまでは、このEPのみの収録となっていた。ちなみに、このEPに収録された全曲は後に『ア・ラフ・アウトライン』に収録されている。
　

## 収録曲
1. アー・ユー・ブルー・オア・アー・ユー・ブラインド - Are You Blue Or Are You Blind?
2. ストリング・アロング - String Along
3. ドリフトウッド - Driftwood
4. ブルートニック - Bluetonic
5. コロラド・ビートル - Colorado Beetle
6. グラッド・トゥ・シー・ユー・バック・アゲイン - Glad To See Y' Back Again